# Romulea albiflora
Romulea albiflora är en irisväxtart som beskrevs av John Charles Manning och Peter Goldblatt. Romulea albiflora ingår i släktet Romulea och familjen irisväxter. Inga underarter finns listade i Catalogue of Life.